# Charles Rouen
Pour les articles homonymes, voir Rouen (homonymie).

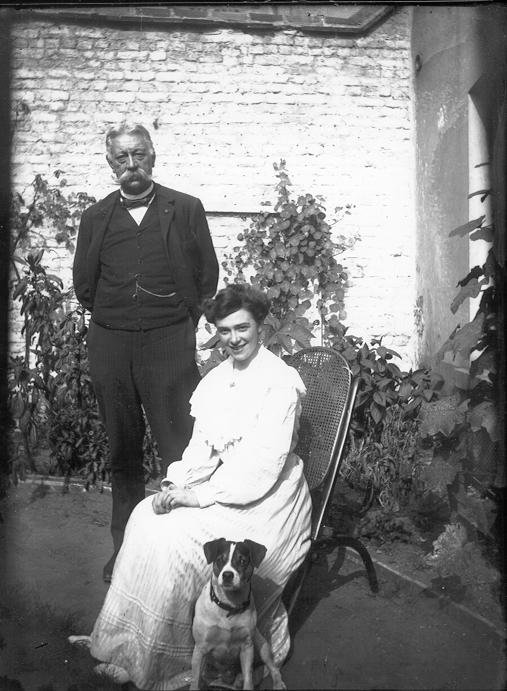
Le général Rouen en compagnie de sa nièce Louise van Dievoet (future vicomtesse Gachassin-Lafite d'Orthez) et du chien Jack, vers 1900.

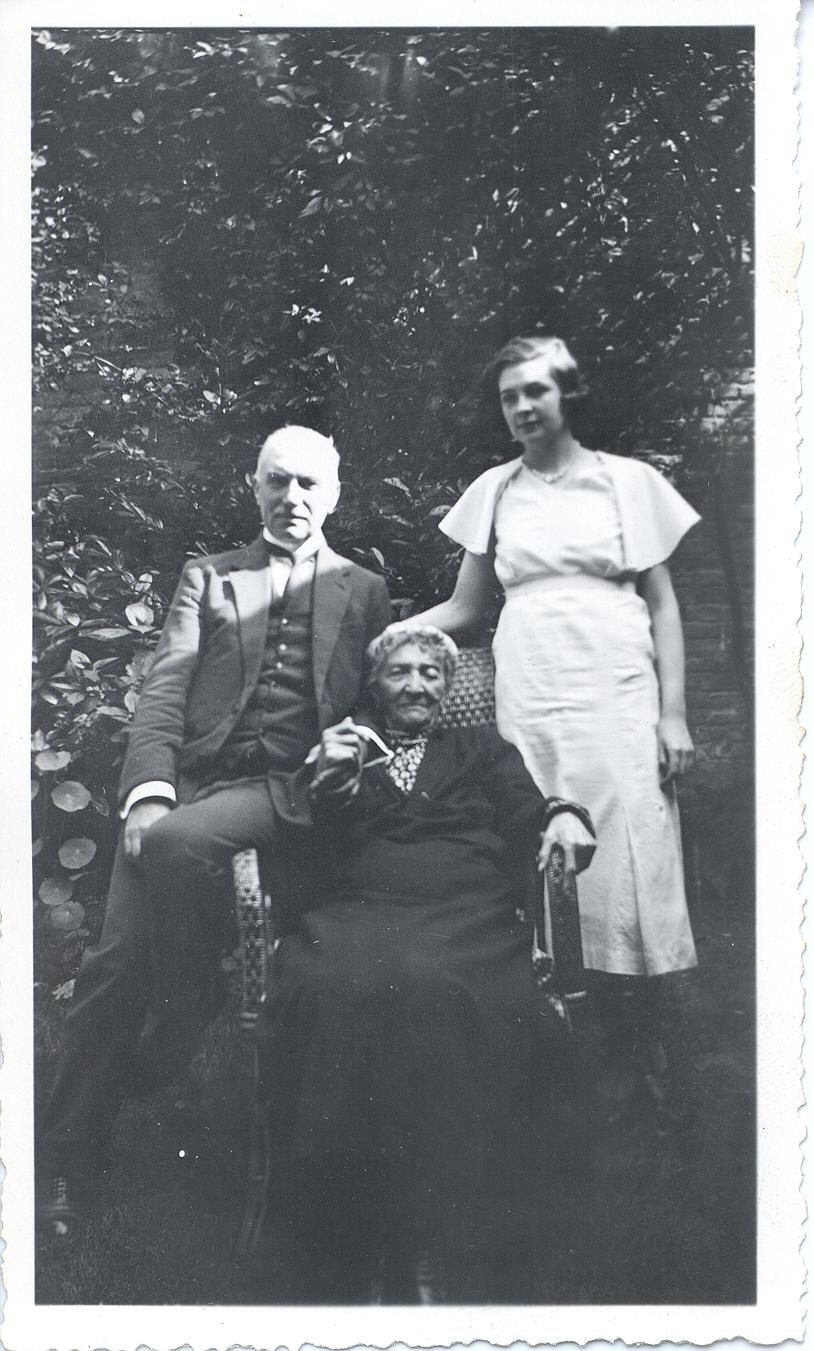
La générale Rouen, née José Straatman, en compagnie de son neveu Gabriel van Dievoet et de sa petite-nièce Dédé Gachassin-Lafite, vers 1921.

Le général Charles Auguste Jean Baptiste Rouen, que l’on avait coutume d’appeler « le général Rouen » sans prénom, né à Anvers le 9 juillet 1838 et mort après 1917, est un historien et militaire belge.

## Biographie
Charles Rouen fut colonel des grenadiers (1891), lieutenant général à la section d’activité (1901), membre du comité d’état-major, et membre du conseil de perfectionnement des établissements d’instruction militaire. Il a également rempli une mission lors de la guerre d’indépendance de l’Italie.
Le général Rouen habitait à Ixelles dans un vaste hôtel de maître avec écuries, formant l'actuel 33-35-37 rue d'Alsace-Lorraine à Ixelles.

## Famille
Il épouse à Bruxelles le 30 avril 1862, Joséphine (José) Straatman, née à Bruxelles le 15 avril 1842, qui habita en sa vieillesse dans le home rue du Collège à Ixelles, accidentée chaussée d'Ixelles elle fut transportée à l'hôpital Militaire où elle mourut en 1915, fille de l’armateur Lambert Straatman et de Marie Sophie Fautier.
Le général Rouen est le fils d’un héros de la bataille de Waterloo et de la révolution belge, Guillaume Rouen, né à Bruxelles le 27 août 1796 (10 fructidor an IV) qui avait été admis comme cadet aux hussards de Croy le 31 mars 1814 (Pays-Bas) et qui, alors âgé de 18 ans, participa en tant que maréchal-des-logis à la bataille de Waterloo (1815) et y fut blessé, puis fut volontaire dans une compagnie franche bruxelloise le 21 septembre 1830 et devint sous-lieutenant par arrêté du régent du 11 mai 1831 puis participa aux campagnes du nouveau Royaume de Belgique contre la Hollande de 1830 à 1833 et en 1839, et mourut jeune comme capitaine de 2e classe au 6e régiment de ligne.
Le général Rouen est le beau-frère du général Jean Prosper Beaudrihaye qui a épousé à Bruxelles le 2 mai 1865 Anne Caroline Straatman, née à Bruxelles le 10 septembre 1840, sœur de son épouse. Il est le beau frère également de Léon van Dievoet époux de Hermine Straatman, sœur de son épouse, parents de l'architecte Henri van Dievoet et du décorateur Art-nouveau Gabriel van Dievoet.

### Généalogie
I. Nicolas Jean-Baptiste Rouen, épousa le 23 février 1794 en l’église de Saint-Nicolas à Bruxelles, Marie-Ida Magermans, baptisée à Cadier (Meuse-Inférieure) le 23 octobre 1767, fille de Jean Magermans et d’Anne Hermans. Marie Ida Magermans, marchande, demeurant Montagne de la Cour, 777, section 7, devenue veuve, épousa en secondes noces à Bruxelles le 11 août 1810 (acte 379), Jean Joseph De Coen, galonnier, baptisé à Bruxelles le 10 novembre 1776, fils de Pierre De Coen, distillateur, et de feu Marie Van Schaffinghen. 
II. Guillaume Rouen, né à Bruxelles le 27 août 1796 (10 fructidor an IV), admis comme cadet aux hussards de Croy le 31 mars 1814 (Pays-Bas), fut volontaire dans une compagnie franche bruxelloise le 21 septembre 1830, sous-lieutenant par arrêté du Régent du 11 mai 1831, il termina sa carrière militaire comme capitaine de 2e classe au 6e régiment de ligne. Il participa aux campagnes contre les Pays-Bas de 1830 à 1833 et en 1839. Il avait épousé Henriette Elius. Dont: 
III. Charles Auguste Jean Baptiste Rouen, né à Anvers le 9 juillet 1838, colonel des grenadiers (1891), lieutenant général à la section d’activité (1901), membre du comité d’État-Major, membre du conseil de perfectionnement des établissements d’instruction militaire, il était également auteurs de nombreux ouvrages concernant l’histoire militaire ou l’art de la guerre. Son livre intitulé: L’Armée Belge. Exposé historique de son organisation, de ses costumes et uniformes, de son armement et de sa tactique depuis les temps primitifs jusqu’à nos jours Bruxelles, Lyon-Claesen, 1896, est toujours fort estimé.
Il avait épousé à Bruxelles le 30 avril 1862, Joséphine (José) Pétronille Straatman, née à Bruxelles le 15 avril 1842, fille de l’armateur Lambert Straatman et de Marie Sophie Fautier.
Dont une fille unique: 
IV. Marguerite Rouen, née le 13 novembre 1869, épousa le 16 juin 1892, Henri Mathieu, auditeur militaire des provinces de Brabant et de Hainaut. Dont deux fils: 
V 1) Henry-Paul Mathieu, docteur en droit, attaché au Ministère de la Justice 
V 2) Dr Mathieu, docteur en médecine, épousa N.

## Distinctions
- Grand officier de la Légion d'honneur
- Grand officier de l'ordre de Léopold
- Chevalier de l'Ordre du Christ (Portugal)
- Croix militaire
- Commandeur de 2e classe de l'Ordre d'Albert le Valeureux (Saxe)
- Chevalier de 2e classe de l'Ordre de la Couronne de Fer (Autriche-Hongrie)
- Commandeur de l'Ordre de la Couronne de chêne (Luxembourg)
- Grand-officier de l'Ordre du Lion et du Soleil (Perse).

## Son œuvre historique
Il est l’auteur de nombreux ouvrages concernant l’histoire militaire ou l’art de la guerre.
Il est principalement connu pour son livre, orné de nombreux dessins et d'aquarelles lithographiées dont il est également l’auteur, intitulé :
- L’Armée belge. Exposé historique de son organisation, de ses costumes et uniformes, de son armement et de sa tactique depuis les temps primitifs jusqu’à nos jours, Bruxelles : Lyon-Claesen, 1896.

Ce livre devait compter un second volume, mais la faillite de l'éditeur en a empêché la publication.
Ce livre est toujours fort estimé et recherché par les amateurs de costumes et de figurines militaires.

## Son œuvre de dessinateur
Le général Rouen était un dessinateur de talent et il reste de lui des dessins, par exemple « vue d’une ville italienne » ou dessin d’un "cheval au galop". Il a également illustré de nombreux dessins son livre sur l'armée belge.

## Galerie

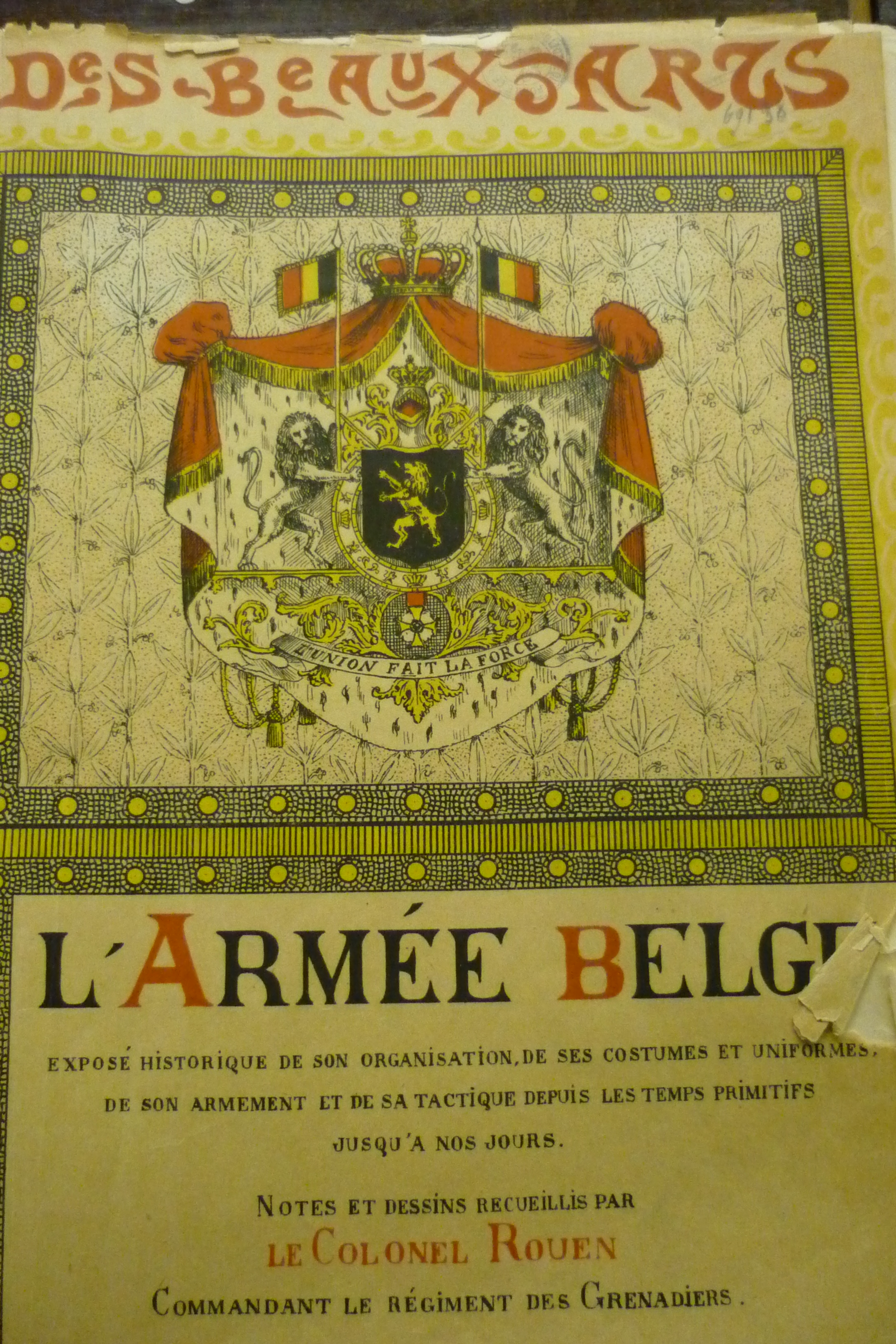
Colonel Rouen, L'Armée belge, 1896.
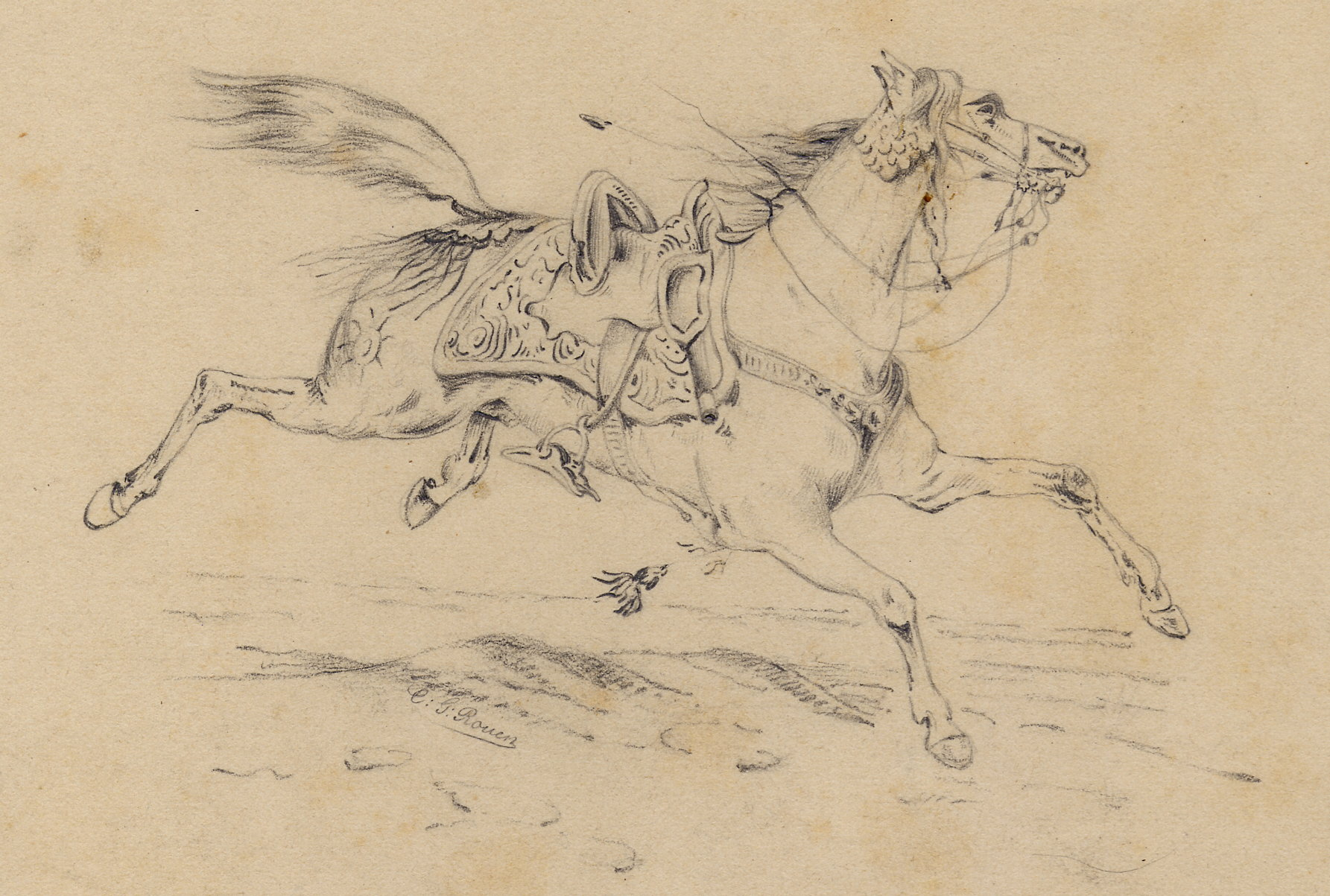
Cheval au galop, dessin du général Rouen, XIXe siècle.
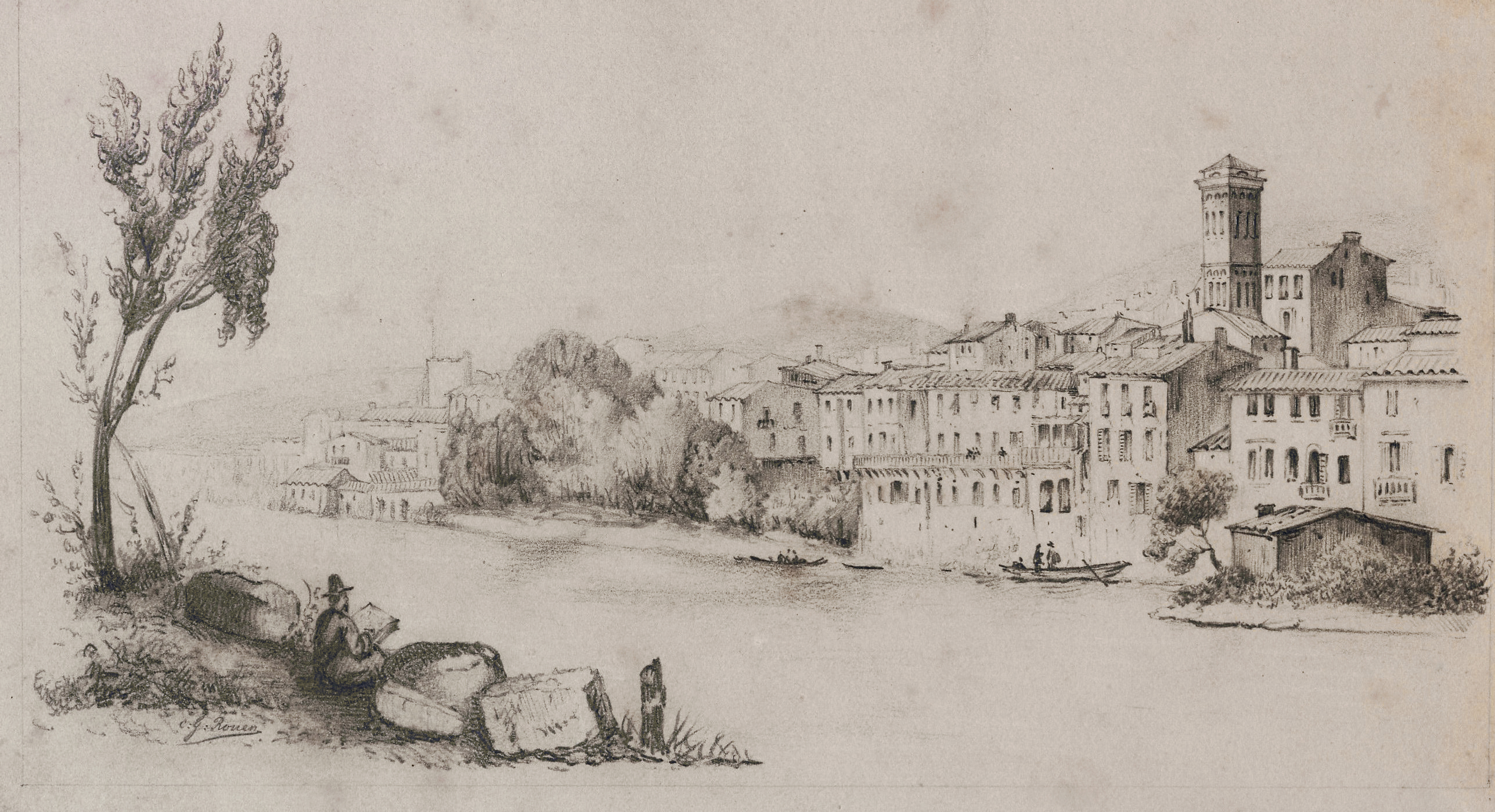
Vue de la ville italienne d'Orta San Giulio, dessin par le général Rouen, XIXe siècle, vers 1868.